# Бедель (перевал)
Беде́ль — перевал в горной системе Тянь-Шань, через хребет Какшаал-Тоо. Расположен на границе Кыргызстана и Синьцзян-Уйгурского автономного района Китая, на высоте 4284 м над уровнем моря. Имеется дорога, соединяющая перевал с посёлком Барскоон, расположенным на южном побережье озера Иссык-Куль. Вблизи перевала находится исток реки Ыштык.
Исторически, перевал служил важной караванной дорогой и находился на Великом шёлковом пути.